# (5089) Nádherná
(5089) Nádherná es un asteroide perteneciente al cinturón de asteroides, descubierto el 25 de septiembre de 1979 por Antonín Mrkos desde el Observatorio Kleť, České Budějovice, República Checa.

## Designación y nombre
Designado provisionalmente como 1979 SN. Fue nombrado Nádherná en honor a la aristócrata checa Sidonie Nádherná, baronesa de Borutín y autora de La Crónica de Vrchotovy Janovice. Creó un espléndido parque alrededor de su castillo de Vrchotovy Janovice, situado en el centro de Bohemia, fue una gran amiga del poeta alemán Rainer Maria Rilke y del escritor austríaco Karl Kraus. Murió en su residencia de Gran Bretaña.

## Características orbitales
Nádherná está situado a una distancia media del Sol de 2,794 ua, pudiendo alejarse hasta 3,014 ua y acercarse hasta 2,573 ua. Su excentricidad es 0,078 y la inclinación orbital 13,01 grados. Emplea 1705,96 días en completar una órbita alrededor del Sol.

## Características físicas
La magnitud absoluta de Nádherná es 12,5. Tiene 8,905 km de diámetro y su albedo se estima en 0,284.